# Adam de Vos
Adam de Vos (* 21. Oktober 1993 in Victoria) ist ein ehemaliger kanadischer Radrennfahrer.

## Sportlicher Werdegang
Nach dem Wechsel in die U23 fuhr de Vos zunächst für kanadische Vereine, zuletzt 2014 für das Team H&R Block, das 2015 eine Lizenz als UCI Continental Team erhielt. Zur Saison 2016 wechselte er zum Team Rally Cycling, das zu diesem Zeitpunkt noch den Status eines Continental Teams hatte.
Mit dem Team erzielte er fünf Erfolge, unter anderem bei der Tour de Langkawi 2018. Sein letzter Erfolg war der Gewinn der Kanadischen Meisterschaften im Straßenrennen in der Saison 2019. Nachdem nach acht Jahren Zugehörigkeit sein Team nach der Saison 2023 aufgelöst worden war, beendete auch er im Alter von 30 Jahren seine Karriere als Radrennfahrer.

## Erfolge
2017
- Raiffeisen Grand Prix
- eine Etappe Joe Martin Stage Race

2018
- White Spot Delta Road Race
- eine Etappe Tour de Langkawi

2019
- Kanadischer Meister – Straßenrennen